# Galopprennbahn Dortmund

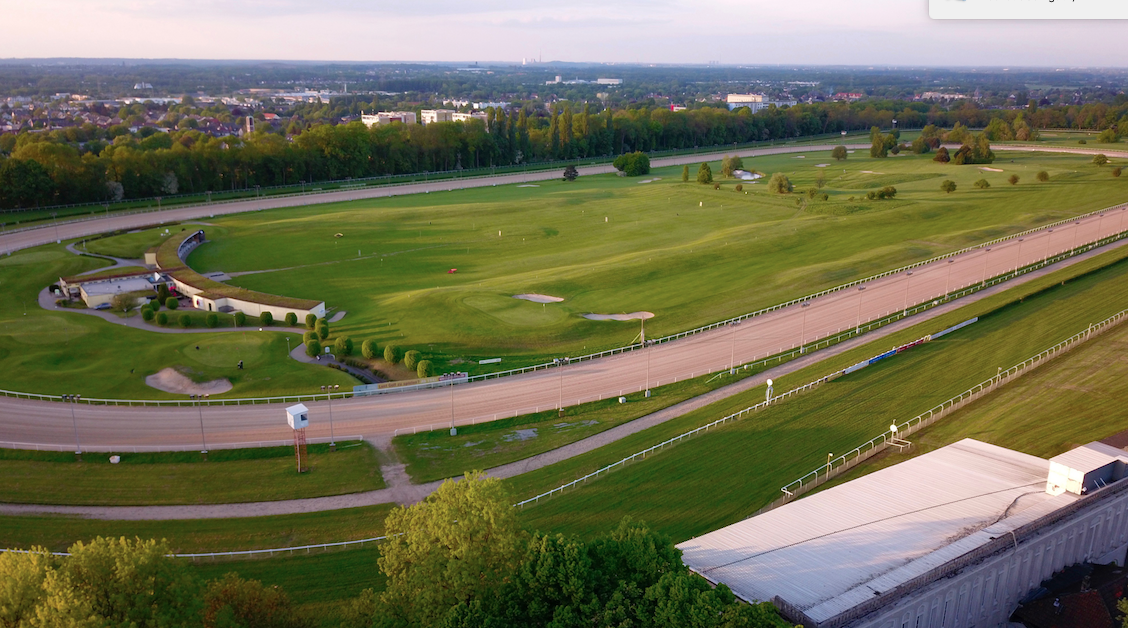
Die Galopprennbahn. Im Innenfeld befindet sich der 9-Loch-Golfplatz.

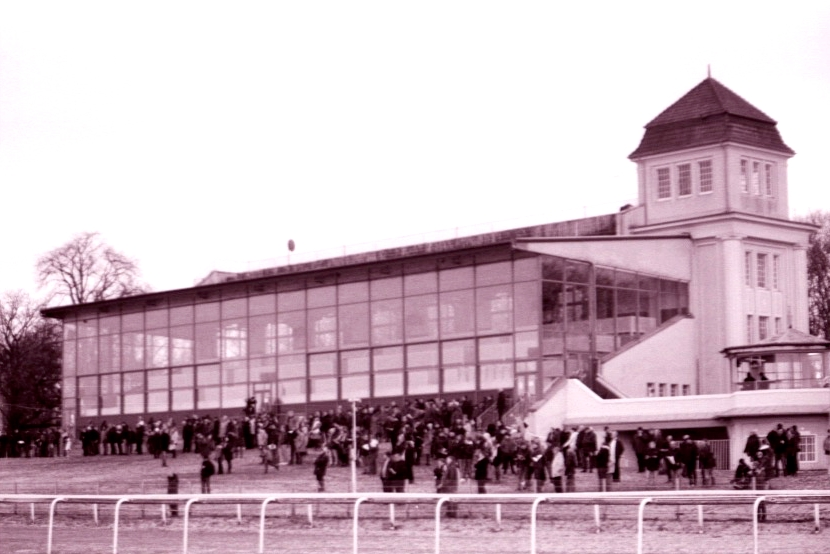
Tribüne der Galopprennbahn Dortmund-Wambel im Dezember 2019.

Die Galopprennbahn Dortmund befindet sich im Dortmunder Stadtteil Wambel.

## Allgemeines
Bereits 1893 entstand in Dortmund eine Pferderennbahn. Die Familie von Romberg errichtete auf eigenem Grund an der Buschmühle, südlich des heutigen Westfalenparks, eine Rennstrecke. Diese erste Rennbahn fiel jedoch der Erweiterung des Eisenwerkes Phoenix-West zum Opfer.
Man suchte nach einem neuen Standort und wurde im Ortsteil Wambel fündig. Dort wurde am 3. Juli 1913 die heutige Galopprennbahn eröffnet. Sie wurde nach Plänen des Kölner Architekturbüros Stein und Ziedorn mit repräsentativen und inzwischen unter Denkmalschutz stehenden Tribünenbauten, Stallungen und Betriebsgebäuden zum Teil im Fachwerkstil angelegt. In den 1920er-Jahren entstanden weitere Tribünen und Gebäude.

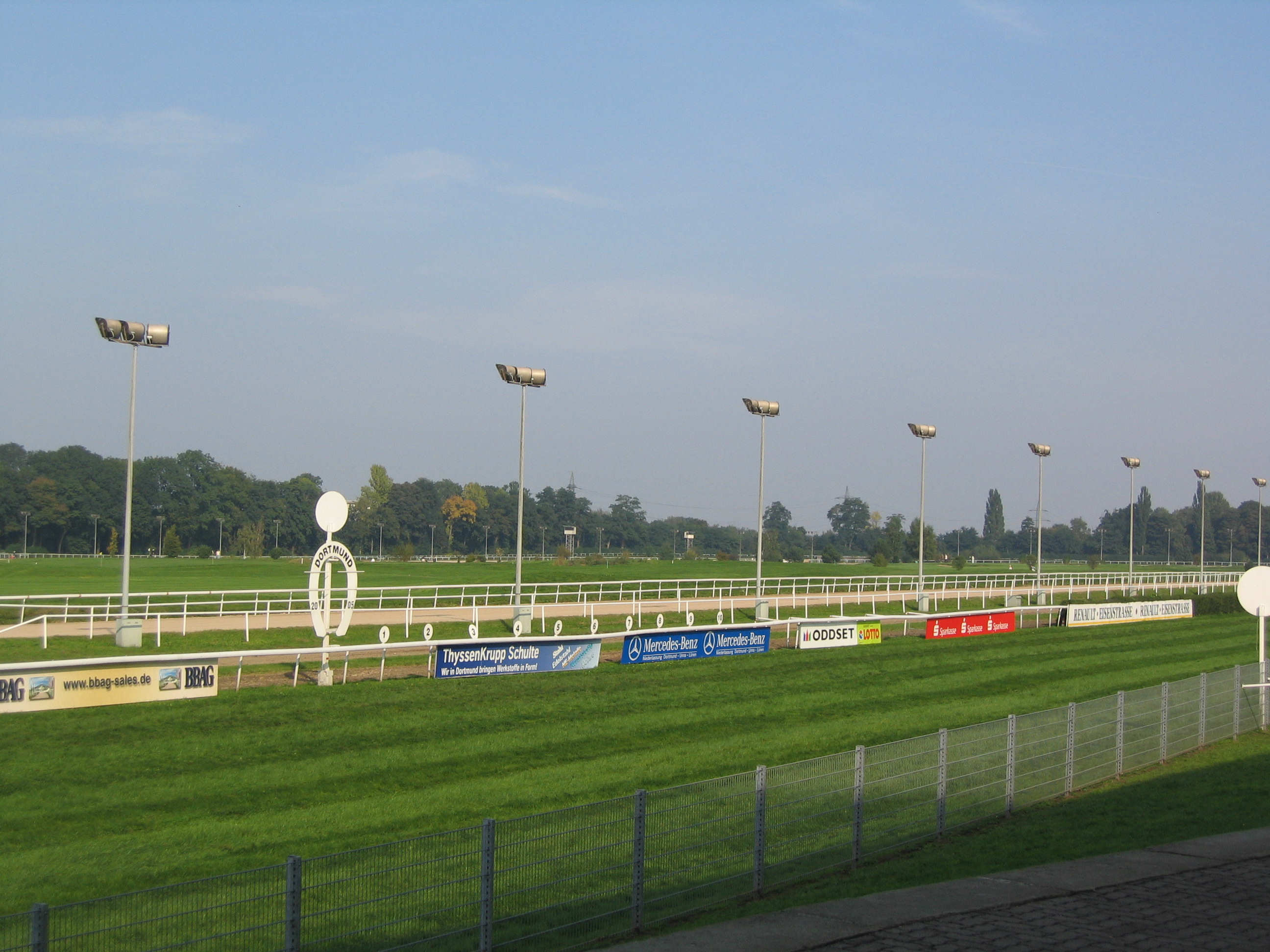
Galopprennbahn Dortmund

1963 fand die Schlussveranstaltung des 11. Evangelischen Kirchentags mit 350.000 Teilnehmern auf der Rennbahn statt.
1981 wurde sie durch den Bau einer Sandbahn mit Flutlicht zur ersten Allwetterbahn in Europa, die auch Renntage im Winter ermöglicht. 
Die Rennbahn  Wambel verfügt über eine 2000-m-Grasbahn und eine 1600-m-Allwettersandbahn. Auf der mit Flutlichtanlage und überdachten Tribünen ausgestatteten Rennbahn werden jährlich das Deutsche St. Leger und der Große Preis der Dortmunder Wirtschaft ausgetragen.
Im Innenfeld der Rennbahn befindet sich ein 9-Loch-Golfplatz.
Die Pferderennbahn ist als Baudenkmal in die Denkmalliste der Stadt Dortmund eingetragen.
Aktuell wird der Verkauf des Trainingsgeländes als Wohnungsbaugebiet abgewickelt. Der Trainingsbetrieb wird eingestellt und die Stallungen, Wohn- und Nebengebäude abgerissen. Der eigentliche Rennbetrieb soll weitergehen, ebenso sollen die Tribünenanlagen erhalten bleiben.